# Kayla Mueller
Kayla Jean Mueller (14 d'agost de 1988 - 6 de febrer de 2015) va ser una activista estatunidenca pels drets humans i treballadora d'ajuda humanitària de Prescott (Arizona). Va ser presa captiva l'agost de 2013 a Alep (Síria), després de sortir d'un hospital de Metges Sense Fronteres. Els mitjans de comunicació havien informat des de feia temps que un cooperant dels Estats Units de 26 anys estava retingut per l'ISIS sense nomenar-la, a petició de la seva família. El 2015, va ser assassinada en circumstàncies incertes. L'operació que va matar el líder de l'ISIS Abu Bakr al-Baghdadi va rebre el nom d'Operació Kayla Mueller, en el seu honor.